# Гран-Могол
Гран-Могол (порт. Grão Mogol) — муниципалитет в Бразилии, входит в штат Минас-Жерайс. Составная часть мезорегиона Север штата Минас-Жерайс. Входит в экономико-статистический  микрорегион Гран-Могол. Население составляет 15 624 человека на 2006 год. Занимает площадь 3889,622 км². Плотность населения — 4,0 чел./км².
Праздник города — 14 мая.

## История
Город основан 23 марта 1840 года. 

## Статистика
- Валовой внутренний продукт на 2003 год составляет 36 737 863,00 реалов (данные: Бразильский институт географии и статистики).
- Валовой внутренний продукт на душу населения на 2003 год составляет 2452,13 реалов (данные: Бразильский институт географии и статистики).
- Индекс развития человеческого потенциала на 2000 год составляет 0,672 (данные: Программа развития ООН).

## География
Климат местности: тропический.